# Arco narrativo
Un arco narrativo (in inglese story-arc) è una linea narrativa estesa o continuativa in un media a episodi, come serie TV, comic book, strisce a fumetti, videogiochi e film. In un programma televisivo, per esempio, la storia si estende su vari episodi. In ambito televisivo, l'uso di archi narrativi è più comune nei drammi che nelle commedie, specialmente nelle soap opera. Nell'industria cinematografica di Hollywood, generalmente, l'arco narrativo segue un formato in tre atti. I fumetti online usano più spesso l'espediente dell'arco narrativo rispetto alle strisce a fumetti, poiché molti fumetti online hanno archivi accessibili a chi ha da poco scoperto il fumetto e possono, in questo modo, capire cosa stia succedendo negli ultimi numeri. Nonostante gli archi narrativi esistano da decenni, il termine story-arc venne coniato nel 1988 per la serie TV Oltre la legge - L'informatore e venne in seguito adattato ad altri usi. Il sistema degli archi narrativi è usato massicciamente nei manga shonen giapponesi, dove gli eroi protagonisti affrontano una nuova serie di antagonisti in un arco narrativo, ed una volta sconfitti comincia un nuovo arco che tratterà una nuova serie di avversari da debellare, e così via.
Molti fumetti statunitensi vengono scritti con archi narrativi divisi in quattro o sei numeri all'interno di una serie già in corso. Archi narrativi brevi sono facili da raccogliere in trade paperback, e sono maggiormente accessibili dai lettori casuali rispetto alla continuity infinita tipica dei fumetti.

## Struttura e scopo
Lo scopo di un arco narrativo è portare un personaggio da una situazione all'altra. Questo cambiamento o trasformazione spesso prende forma di una tragica caduta in disgrazia oppure seguendo il percorso opposto.
Un altro stratagemma che offre il cambiamento del personaggio è "il viaggio dell'eroe", come indicato da Joseph Campbell nella sua teoria del monomito, contenuta nel libro L'eroe dai mille volti. L'opera The Writer's Journey: Mythic Structure for Writers di Christopher Vogler descrive la stessa teoria specialmente per le narrazioni occidentali.

## In radio e in televisione
Gli archi narrativi nella televisione e radio sono esistiti per decenni: un esempio notevole è il serial docu-drama dell'"Età d'oro della radio" prodotto dalla NBC Radio nel 1946 The Fifth Horseman che, in parte, rappresentava un arco narrativo in quattro episodi su un'ipotetica catena di eventi (che attraversavano due interi decenni) che accadono durante un olocausto nucleare. Gli archi narrativi vengono spesso utilizzati in serie televisive che dividono la narrazione su vari episodi (un esempio è la serie televisiva britannica Doctor Who) e in molti anime.